# Ubi Primum (Lleó XII)
Ubi primum és una encíclica del Papa Lleó XII publicada el 5 de maig de 1824; és la primera encíclica del Papa Lleó XII, sent promulgada a l'assumir aquest el seu pontificat. Per a alguns autors, va ser el preludi de les encícliques Mirari vos (Gregori XVI) i Quanta cura juntament amb el seu document complementari denominat Syllabus Errorum (Pius IX).
Aquest document crida els bisbes a ser bons pastors, deplorant per cert la indiferència religiosa; addicionalment, es transforma en una resposta de la Santa Seu a la difusió de la Bíblia en llengües denominades «vulgars», considerada com una acció perillosa latent en les naixents repúbliques d'Amèrica Llatina, per la qual cosa a través de la seva promulgació, condemna les activitats dutes a terme per les Societats Bíbliques i prohibeix la distribució de Bíblies en llengües vernacles, independent de si aquestes fossin traduccions catòliques reconegudes.

En efecte, i fent al·lusió a la IV sessió realitzada en el Concili de Trento (que va tractar qüestions sobre els Llibres Sagrats i les tradicions dels Apòstols), indica en el seu punt 17è que:
| «                                                      | «(...) les comunament anomenades Societats Bíbliques (...) treballen per tots els mitjans per tal d'assolir una traducció de la Santa Bíblia, o més aviat una mala traducció, cap a llengües vulgars (...) » | » |
| — Papa Lleó XII, Encíclica Ubi primum, 1824, punt 17è. | |   |